# Comtes
Comtes és una minisèrie documental sobre els orígens de la nació catalana. Cada un dels quatre episodis narra els esdeveniments més importants durant els regnats dels comtes Guifré el Pelós, Guifré Borrell, Sunyer I i Borrell II. Els comtes, inicialment administradors del rei franc, anirien aconseguint més i més poder fins a deslligar-se definitivament de l'Imperi Carolingi.
Els episodis duren uns 30 minuts, estan dirigits per Carles Porta i escrits conjuntament amb Albert Sánchez Piñol. Cada capítol és presentat per l'actriu Marta Marco i combina la ficció dramàtica amb escenes de combat i amb el testimoni de sis historiadors experts en l'època. Realitzada per Antàrtida Produccions, Comtes fou produïda per La Xarxa i és la tercera sèrie històrica que produeix la cadena; després de Somiar un país, construir un somni, sobre la Mancomunitat de Catalunya, i 1714, la Guerra a comarques, sobre la Guerra dels catalans.
El primer episodi es va emetre el 27 de desembre del 2017 a les televisions locals i al canal 159 de Movistar+. També se'n va fer una versió radiofònica que es va emetre per les emissores radiofòniques locals. Posteriorment, el 29 de març del 2018, Comtes també es va estrenar a TV3, on va aconseguir un bon resultat d'audiència del 15,3%.

## Capítols
Inicialment, la sèrie volia cobrir els esdeveniments que es van succeir durant el regnat de tots els comptes. Al final, per limitacions pressupostàries es va limitar a quatre comtes, cada un amb el seu propi episodi de trenta minuts, intentant representar tan bé com fos possible l'arquitectura, la vestimenta i el parlar de l'època. Els capítols es van rodar a diferents localitzacions del Gironès (Girona) i el Pla de l'Estany (Sant Miquel de Campmajor).
Capítol 1. Els inicis dels inicis
Guifré I de Barcelona no pot evitar que els pagesos del seu territori avancin cap a territori sarraí cercant noves terres de conreu, tot i que el rei franc li ordena evitar conflictes. Les valls són massa poblades i no hi ha prou terreny de cultiu per a tothom. Els pagesos, més decidits que el propi comte, avancen cap al territori fronterer tot i saber que això provocarà als andalusins, que tenen com a capital Lleida.
Davant d'aquesta situació, Guifré escull defensar els seus pagesos i encapçala la conquesta de les noves terres. Els andalusins, per aturar l'avenç dels pagesos del nord, decideixen enfrontar-se al comte de Barcelona. Durant un d'aquests combats, Guifré és ferit de mort pel valí de Lleida, el cabdill musulmà defensor de la frontera d'al-Àndalus.
Ja al llit de mort, Guifré nomenà comte el seu fill, Guifré II (també anomenat Guifré Borrell). Sovint aquest gest es considera l'origen del casal de Barcelona, ja que fins aleshores era el rei franc qui designava els comtes, que podien no ser els descendents dels comtes anteriors. Això va causar el pànic a la cort, ja que no sabien com reaccionaria el rei carolingi davant d'aquesta situació, si validant el nomenament o declarant-los la guerra.
Capítol 2. O comte o res
Després de la mort del Pelós, Guifré II de Barcelona, el seu fill, es troba en una situació molt complicada. Pel sud s'ha d'enfrontar a les constants ràtzies dels sarraïns que assolen els territoris fronterers. Per l'altra banda el seu càrrec no ha estat autoritzat pel rei franc, fet pel qual podria ser acusat de traïció i executat. Això, a més a més, genera tensions familiars internes amb Sunyer II d'Empúries-Rosselló, cosí de Guifré II, i també amb l'església.
Guifré Borrell aconseguí sortejar la situació, visitant el rei Carles III de França i sent autoritzat com a comte de Barcelona, Girona i Osona, i alhora mantenint a ratlla els atacants del sud.
Capítol 3. Triomf i tragèdia
El tercer capítol de la sèrie tracta sobre Sunyer I, el fill petit de Guifré el Pilós, que governà quan el seu germà gran morí sense descendència masculina. Durant el seu regnat es reactivaria la conflictivitat fronterera contra els musulmans i aconseguiria estendre els límits dels comtats de Barcelona fins a Tarragona.
Cap al final del seu regnat, una incursió dels magiars, un poble seminòmada, assolà l'interior dels comtats. El primogènit de Sunyer I, Ermengol, va anar-los a cercar i morí en combat. Sunyer I, desolat es convertí en monjo al monestir occità de Santa Maria de la Grassa.
Capítol 4. Derrota i llibertat
Borrell II, inicialment, va cogovernar juntament amb el seu germà petit, Miró I. Els comtats catalans van prosperar durant el seu regnat, però estaven situats en una posició delicada entre dues potències de l'època: l'Imperi Franc, al nord, i el Califat de Còrdova, al sud. Tot i que farien el possible per evitar un atac andalusí, liderat pel geni militar Almansor, al final la ràtzia seria inevitable. Els andalusins van llançar una ofensiva que va arribar fins a la capital, que va ser arrasada, i s'anomenaria 'el dia que va morir Barcelona'.
El fet que els francs no enviessin tropes per donar suport als comtats va desfer els últims lligams amb l'imperi carolingi. A causa d'això, Borrell II es negaria a renovar el pacte de vassallatge amb Hug I de França, convertint els comtats catalans en independents de facto.

## Repartiment
Personatges principals
- David Segú: Guifré I
- Martí Salvat: Guifré Borrell
- Pol Nubiala: Sunyer I jove
- Jordi Rodríguez: Sunyer I adult
- Jaume Ulled: Borrell II
- Anna Sabaté: Guineguilda
- Miquel Gallardo: Arnust
- Albert Triola: Gerbert d'Orlach
- Pep Papell: Gotmar

## Equip tècnic
- Direcció de la sèrie: Carles Porta.
- Guió: Albert Sánchez Piñol i Carles Porta.
- Assessorament històric: Francesc Xavier Hernàndez, Laura de Castellet, Stefano Cingolani, Dolors Bramon, Carme Muntaner i Josep Maria Salrach.
- Música: Xavi Font.